# 혁신파
혁신파(일본어: 革新派 카쿠신하[*])란, 만주사변 이후, 일본제국에 대두된 여러 왜곡과 모순을 안고 폐색된 체제의 「혁신」・「개조」・「유신」을 호소했던 정치사상 조류, 혹은 그 세력이다. 군부에서의 혁신파 군벌, 문관 관료들 가운데서의 혁신관료, 그 밖에 나치 독일의 국민사회주의에 경도된 자들 등이 있었다.
이러한 혁신파 조류들 중 하나가 황도파의 쇼와유신론으로, 3월 사건, 10월 사건, 5.15 사건, 육군사관학교 사건, 2.26 사건 등의 암살・쿠데타 사건을 일으켰다.
쇼와유신이 좌절된 이후 그 밖의 혁신파는 국가총동원법, 대정익찬회, 신체제운동 등의 맹아가 되었고, 민간 혁신파의 결집이라 할 수 있는 동아건설국민연맹에는 아다치 겐조(국민동맹), 나카노 세이고(동방회), 마쓰이 이와네(대아시아협회), 하시모토 긴고로(대일본청년당), 스에쓰구 노부마사, 토쿠토미 소호, 미야케 세쓰레이, 키요세 이치로 등이 참여했다. 그 밖에 좌익에서 혁신파로 전향한 사람들로는 일본국가사회당 및 일본혁신당의 아카마츠 카츠마로, 히라노 리키조, 아소 히사시 등이 꼽힌다.
황도파 이외의 군벌로서의 혁신파는 통제파의 모태가 되었다.